# Sara og David
Sara og David var et radioprogram på Danmarks Radio P3. Værterne var Sara Bro og David Mandel. Programmet blev sendt på hverdage mellem 9 og 12. Programmet sendte sidste gang 17. januar 2014.
| Radio | Spire Denne artikel om radio eller radioprogrammer er en spire som bør udbygges. Du er velkommen til at hjælpe Wikipedia ved at udvide den. |